# Choque de oferta
Um Choque de oferta é um evento que subitamente aumenta ou diminui o fornecimento de uma mercadoria ou serviço, ou de mercadorias e serviços em geral. Essa mudança repentina afeta o preço de equilíbrio do bem ou serviço ou o nível geral de preços da economia.
No curto prazo, com um choque de oferta negativo em toda a economia, haverá um deslocamento da curva de oferta agregada para a esquerda, diminuindo a produção e aumentando o nível de preços. 
Por exemplo, a imposição de um embargo ao comércio de petróleo causaria um choque de oferta adverso, uma vez que o petróleo é um fator-chave de produção para uma grande variedade de produtos. Um choque de oferta pode causar estagflação devido a uma combinação de aumento de preços e queda na produção.
Também analisando o curto prazo, caso ocorra um choque de oferta positivo em toda a economia, ocorrerá um deslocamento da curva de oferta agregada para a direita, aumentando a produção e diminuindo o nível de preços. Um choque de oferta positivo pode ser um avanço na tecnologia (um choque tecnológico) que é algo que torna a produção mais eficiente, aumentando as quantidades produzidas ou dinamizando o processo produtivo.

## Análise técnica

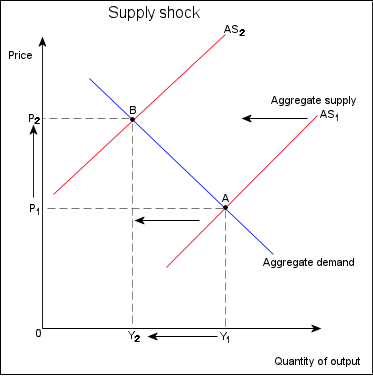
Choque de Oferta Negativo

O diagrama à direita demonstra um choque de oferta negativo; A posição inicial está no ponto A, produzindo a quantidade de saída Y¹ no nível de preço P¹. Quando há um choque de oferta, isso tem um efeito adverso na oferta agregada: a curva de oferta se desloca para a esquerda (de AS¹ para AS²), enquanto a curva de demanda permanece na mesma posição. A interseção das curvas de oferta e demanda agora mudou e o equilíbrio é agora o ponto B; quantidade foi reduzida para Y², enquanto o nível de preços foi aumentado para P².
A inclinação da curva de demanda determina quanto o nível de preço e a produção respondem ao choque, com mais demanda inelástica (e, portanto, uma curva de demanda mais acentuada), causando um efeito maior no nível de preço e um efeito menor na quantidade.